# Heinisaari (ö i Södra Österbotten, Seinäjoki)
Heinisaari är en ö i Finland. Den ligger i Kyro älv och i kommunen Seinäjoki i den ekonomiska regionen  Seinäjoki och landskapet Södra Österbotten, i den sydvästra delen av landet, 300 km norr om huvudstaden Helsingfors. Öns area är 1,1 hektar och dess största längd är 270 meter i sydöst-nordvästlig riktning.